# Campioni italiani assoluti di atletica leggera - Staffetta 4×400 metri femminile
Questa pagina raccoglie un elenco di tutte le campionesse italiane dell'atletica leggera nella staffetta 4×400 metri, inserita nel programma dei campionati italiani assoluti di atletica leggera femminili dal 1969 a oggi.

## Albo d'oro
| Anno | Società (atlete)                                                                                    | Prestazione |
| ---- | --------------------------------------------------------------------------------------------------- | ----------- |
| 1969 | Snia Libertas Torino Salasco Pipitone Zina Boniolo Giuseppina Torello                               | 3'59"7(m)   |
| 1970 | Snia Libertas Torino Franca Di Meglio Magalì Vettorazzo Pipitone Salasco                            | 3'58"0(m)   |
| 1971 | Libertas San Saba Roma Laura Nappi Antonella Battaglia Rita Del Pinto Luigina Tonelli               | 3'56"4(m)   |
| 1972 | Fiat Torino Margherita Grassano Pipitone Daniela Gregorutti Taioli                                  | 3'52"9(m)   |
| 1973 | SNIA Milano G. De Capitani Daniela Paredi Alma Pescalli Paola Pigni                                 | 3'53"5(m)   |
| 1974 | SNIA Milano Maria Grazia Zuliani Paola Pigni Daniela Paredi Alma Pescalli                           | 3'48"8(m)   |
| 1975 | SNIA Milano Maria Grazia Zuliani Loredana Alzati Alma Pescalli Rita Bottiglieri                     | 3'47"4(m)   |
| 1976 | SNIA Milano Maria Grazia Zuliani Bonandrini Loredana Alzati Alma Pescalli                           | 3'51"60     |
| 1977 | Libertas Torino Panattoni Luisella Tible Elena Laiolo Maria Giacone                                 | 3'49"2      |
| 1978 | CUS Roma Manuela Chillemi Angela Lepore Marisa Filigrani Maria Grazia Venanzi                       | 3'48"8      |
| 1979 | SNIA Milano Rossana Lombardo Maria Grazia Zuliani Lucia Tampellini Marina Favaro                    | 3'45"3      |
| 1980 | SNIA Milano Lucia Tampellini Renata Capitanio Rossana Lombardo Marina Favaro                        | 3'41"91     |
| 1981 | SNIA Milano Ariela Cappelletti Renata Capitanio Costa Rossana Lombardo                              | 3'44"03     |
| 1982 | SNIA Milano Maffetti Renata Capitanio Costa Rossana Lombardo                                        | 3'48"65     |
| 1983 | Sisport Iveco Torino Cristina Baldessari Cosetta Campana Marisa Masullo Erica Rossi                 | 3'38"66     |
| 1984 | Sisport Iveco Torino Franca Pozzi Cosetta Campana Marisa Masullo Erica Rossi                        | 3'48"40     |
| 1985 | SNIA BPD Milano Antonella Ratti Patrizia Lombardo Maria Luisa Cilimbini Marisa Masullo              | 3'40"36     |
| 1986 | SNIA BPD Milano Antonella Ratti Maria Luisa Cilimbini Rossana Morabito Marisa Masullo               | 3'39"66     |
| 1987 | Sisport Fiat Torino Simonetta Callegari Cosetta Campana Patrizia Cassard Erica Rossi                | 3'38"43     |
| 1988 | SNIA BPD Milano Francesca Carbone Giuliana Cassani Maria Luisa Cilimbini Rossana Morabito           | 3'40"61     |
| 1989 | SNIA BPD Milano Francesca Carbone Giuliana Cassani Maria Luisa Cilimbini Rossana Morabito           | 3'42"79     |
| 1990 | SSV Brunico Karmen Baumgartner Brigitte Wielander Irmgard Trojer Mayr                               | 3'42"01     |
| 1991 | SNIA BPD Milano Francesca Carbone Manuela Salussola Rosella Tarolo Maria Luisa Cilimbini            | 3'41"54     |
| 1992 | Snam Gas Metano Daniela Pistoia Angela Fioresi Natalia Di Troia Fabia Trabaldo                      | 3'43"13     |
| 1993 | Ginnastica Comense 1872 Crippa Virna De Angeli Elisa Moretti Francesca Cola                         | 3'40"65     |
| 1994 | Ginnastica Comense 1872 Crippa Francesca Cola Elisa Moretti Virna De Angeli                         | 3'38"77     |
| 1995 | Società Sportiva Snam Fulvia Rovasio Angela Fioresi Natalia Di Troia Francesca Carbone              | 3'38"30     |
| 1996 | Ginnastica Comense 1872 Elisa Moretti Francesca Cola Cimarelli Virna De Angeli                      | 3'35"37     |
| 1997 | Società Sportiva Snam Fiorella Ferrari Fabiola Piroddi Carla Barbarino Francesca Carbone            | 3'35"64     |
| 1998 | Società Sportiva Snam Nicoletta Albini Fabiola Piroddi Maria Teresa Schutzmann Francesca Carbone    | 3'38"49     |
| 1999 | Società Sportiva Snam Silvia Licini Carla Barbarino Fabiola Piroddi Francesca Carbone               | 3'36"86     |
| 2000 | Gruppo Sportivo Fiamme Oro Raffaella Martini Serenella Sbrissa Lara Rocco Claudia Salvarani         | 3'43"88     |
| 2001 | Gruppo Sportivo Forestale Maria Luigia Panzarino Patrizia Spuri Manuela Grillo Monika Niederstätter | 3'38"93     |
| 2002 | SAI Assicura Michela Cognetti Benedetta Ceccarelli Daniela Graglia Danielle Perpoli                 | 3'43"14     |
| 2003 | Gruppo Sportivo Forestale Maria Luigia Panzarino Patrizia Spuri Anna Pane Monika Niederstätter      | 3'42"69     |
| 2004 | Gruppo Sportivo Forestale Anna Pane Elisabetta Artuso Patrizia Spuri Monika Niederstätter           | 3'37"52     |
| 2005 | Fondiaria SAI Atletica Eleonora Smargiassi Benedetta Ceccarelli Zoe Anello Daniela Graglia          | 3'41"99     |
| 2006 | Centro Sportivo Esercito Ursula Ellecosta Francesca Endrizzi Elisa Cusma Piccione Daniela Graglia   | 3'42"07     |
| 2007 | Gruppo Sportivo Forestale Anna Pane Patrizia Spuri Elisabetta Artuso Manuela Grillo                 | 3'40"76     |
| 2008 | Centro Sportivo Esercito Chiara Bazzoni Francesca Endrizzi Marta Milani Elisa Cusma Piccione        | 3'42"62     |
| 2009 | Centro Sportivo Esercito Chiara Bazzoni Sabrina Mutschlechner Elisa Cusma Piccione Marta Milani     | 3'39"93     |
| 2010 | Fondiaria SAI Atletica Chiara Gervasi Cristina Gervasi Flavia Battaglia Donata Piangerelli          | 3'41"92     |
| 2011 | Centro Sportivo Esercito Chiara Bazzoni Clelia Calcagno Maria Benedicta Chigbolu Marta Milani       | 3'38"86     |
| 2012 | Centro Sportivo Esercito Elisa Cusma Piccione Marta Milani Maria Benedicta Chigbolu Chiara Bazzoni  | 3'39"94     |
| 2013 | Centro Sportivo Esercito Irene Baldessari Marta Milani Maria Benedicta Chigbolu Chiara Bazzoni      | 3'39"33     |
| 2014 | Centro Sportivo Esercito Clelia Calcagno Maria Benedicta Chigbolu Marta Milani Chiara Bazzoni       | 3'38"44     |
| 2015 | Centro Sportivo Esercito Maria Benedicta Chigbolu Marta Milani Irene Baldessari Chiara Bazzoni      | 3'35"40     |
| 2016 | Centro Sportivo Esercito Raphaela Lukudo Marta Milani Irene Baldessari Maria Benedicta Chigbolu     | 3'32"50     |
| 2017 | Centro Sportivo Esercito Chiara Bazzoni Marta Milani Irene Baldessari Raphaela Lukudo               | 3'34"98     |
| 2018 | Centro Sportivo Esercito Maria Benedicta Chigbolu Marta Milani Chiara Bazzoni Raphaela Lukudo       | 3'37"16     |
| 2019 | Atletica Sandro Calvesi Sofia Sergi Veronica Pirana Eleonora Foudraz Eleonora Marchiando            | 3'48"35     |
| 2020 | Centro Sportivo Esercito Marta Milani Valentina Cavalleri Maria Benedicta Chigbolu Raphaela Lukudo  | 3'34"80     |
| 2021 | CUS Pro Patria Milano Ilaria Burattin Serena Troiani Alexandra Troiani Virginia Troiani             | 3'31"16     |
| 2022 | CUS Pro Patria Milano Ilaria Burattin Serena Troiani Alexandra Troiani Virginia Troiani             | 3'35"00     |
| 2023 | Bracco Atletica Alessia Brunetti Martina Canazza Alessandra Bonora Giancarla Trevisan               | 3'34"64     |
| 2024 | CUS Pro Patria Milano Lucrezia Lombardo Serena Troiani Ilaria Burattin Virginia Troiani             | 3'35"76     |
| 2025 | CUS Pro Patria Milano Lucrezia Lombardo Serena Troiani Alexandra Troiani Virginia Troiani           | 3'36"92     |